# Dream House (2011)
Dream House is een Amerikaanse thriller uit 2011. De film werd geregisseerd door Jim Sheridan met Daniel Craig in de hoofdrol en Rachel Weisz en Naomi Watts in de belangrijkste bijrollen. De film kreeg eerder negatieve beoordelingen en flopte ook in de bioscopen. Dat in tegenstelling tot de soundtrack van John Debney die wel positief onthaald werd.

## Verhaal
Will Atenton heeft samen met zijn vrouw Libby en hun twee dochtertjes zijn droomhuis gekocht en geeft zijn carrière op om bij zijn gezin te kunnen zijn. Dan ontdekt hij dat de vorige bewoners van het huis, ook een gezin met twee dochtertjes, vijf jaar voordien door de vader van het gezin werden vermoord. Intussen merken de nieuwe bewoners dat iemand hen in de gaten houdt, en dus gaat Will op onderzoek uit.
Peter Ward, zoals de vader heet, blijkt inmiddels te zijn vrijgelaten uit de psychiatrische instelling. De directeur van het instituut laat hem opnames zien van een gewelddadige Ward die hij uiteindelijk moest laten gaan omdat er geen bewijzen tegen hem waren. Maar dan komt Wards gezicht in beeld en blijkt dat Will en Peter Ward één en dezelfde persoon zijn.
Vol ongeloof keert Will huiswaarts, maar het huis is een vervallen krot. Als hij binnengaat zijn Libby en de kinderen daar en is alles weer zoals tevoren. Hij ziet in dat ze enkel in zijn hoofd bestaan en gaat naar overbuurvrouw Ann, die een goede kennis was. Zij gelooft ook dat hij zijn gezin niet uitgemoord heeft en gaat met hem naar het huis, waar boven komt dat een overvaller Libby en de kinderen dood schoot.
Dan wordt het tweetal gegijzeld door Anns ex-man Jack en een zekere Boyce. Jack onthult dat hij Boyce indertijd inhuurde om Ann te vermoorden als wraak voor de scheiding. Boyce vergiste zich echter domweg van adres, en nu hebben ze een tweede kans om Ann te doden en de schuld op Will te schuiven. Ze overgieten het huis met benzine om het plat te branden, maar krijgen ruzie en doden elkaar. Will brengt vervolgens Ann in veiligheid maar gaat dan terug het brandende huis in waar hij afscheid neemt van zijn vrouw en dochtertjes, terug naar buiten gaat en vertrekt.

## Rolverdeling
- Daniel Craig als Will Atenton, protagonist.
- Rachel Weisz als Libby Atenton, Wills' vrouw.
- Taylor Geare als Trish Atenton, Wills' oudste dochtertje.
- Claire Geare als Katie "Dee Dee" Atenton, Wills' jongste dochtertje.
- Naomi Watts als Ann Patterson, de overbuurvrouw.
- Marton Csokas als Jack Patterson, Anns ex-man.
- Rachel G. Fox als Chloe Patterson, Anns tienerdochter.
- Elias Koteas als Boyce.